# 天牌
『麻雀飛龍伝説 天牌』（マージャンひりゅうでんせつ てんぱい）は、原作：来賀友志、作画：嶺岸信明による日本の漫画作品。『週刊漫画ゴラク』（日本文芸社）にて1999年5月から連載。来賀が2022年5月に死去したことにより同年6月10日発売の6月24日号まで掲載し同雑誌で連載の一時中断を発表している。
2012年1月時点でコミックス累計発行部数は600万部を突破している。

## あらすじ
主人公の沖本瞬は本物の麻雀打ちになるために大学生の身分を捨て、新宿の雀荘を渡り歩くうちに麻雀職人と呼ばれる黒沢義明やその弟子たちと出会い、数々の強敵たちと戦い成長していく。
開幕編（1巻）
沖本、黒沢一門との出会い
学生選手権（2 - 5巻）　
沖本vs影村、影村vs伊藤vs阿部vs長谷沼
横浜代理戦争（6 - 8巻）
沖本・影村vs河野一派
四川死闘牌（7 - 10巻）
黒沢vs入星vs三國vs影村
元禄杯（11 - 13巻）　
沖本vs伊藤
赤坂「天狗」決戦（14 - 18巻）　
＠天狗、黒沢vs沖本vs新満vs菊多
長野サバイバル死闘牌（19 - 25巻）　
影村vs奥寺vs北岡vs後藤
赤坂王様死闘牌（25 - 29巻）
伊藤vs菊多vs津神vs中釜
網代潮流闇闘牌（29 - 33巻）
沖本（・入星）＠伊豆、vs日本清竜会30人抜き
裏社会闘牌戦争（34 - 48巻）
（渋谷編）＠非武装雀荘、波城組（北岡・伊藤・中釜（・菊多））vs黒流会（八角・山田・三國）
（新宿編）＠影村雀荘智美、津神・影村vs入星・星野
ステップ杯（49 - 52巻）
沖本vs鳴海vs脇迫
第二次赤坂「天狗」決戦（53 - 61巻）
＠天狗、津神・星野vs菊多・荘
ウェスト争奪戦（62 - 65巻）
沖本・天童vs影村・北岡
高崎編（66 - 78巻）　
＠紅富士、井河vs三國
沖本高崎旅打ち編（70 - 78巻）
沖本vs井河
紅富士決戦（74 - 78巻）
沖本vs井河vs八角vs山田
第三次赤坂「天狗」決戦（66 - 70巻）
＠天狗、沖本vs三國vs山田vs新満
津神転落編（75 - 76巻）
津神・奥寺＠横浜一心会
津神復活編（79 - 82巻）
津神vs松本
沖本名古屋旅打ち編（81 - 84巻）
マーブル栄2号店一周年記念麻雀大会
新宿覇権争奪戦（84 - 91巻）
＠影村雀荘マーブル、影村・津神vs荘・松本
第四次赤坂「天狗」新満決戦（89巻 - ）
黒流会選抜戦（89 - 95巻）
＠非武装雀荘、三國vs八角vs山田vs井河
「最強の8人」参集（95 - 98巻）
予選1日目（98 - 104巻）
＠天狗、三國vs津神vs鳴海vs菊多
予選2日目（104 - 112巻）
＠天狗、沖本vs北岡vs柏木vs山田→海輝
決勝（113巻 - ）
＠天狗、三國vs鳴海vs北岡vs柏木

## 登場人物

### 黒沢一門
伝説の「麻雀職人」黒沢義明と、彼を師と仰ぐ3人の才能ある雀士。
沖本 瞬（おきもと しゅん）「王者の才」
本作品の主人公である短髪の青年。新潟県の佐渡出身。初登場時は24歳の大学生だったが、後に除籍扱いとなっている。全国学生麻雀選手権大会の予選にエントリーした時点では学籍があったが、その決勝戦の日までの間に除籍となっており、それが原因で全競審の稲垣に逆恨み同然の失格措置の口実を与える事になった。学生の身分を名乗ったのは、その後に携帯電話の契約をするのに身分証として使ったのが最後で、携帯電話を手に入れた直後に学生証を破り捨てており、それ以降は職業などを聞かれた時は（隠す必要がある場合を除いて）一貫して「麻雀打ち」と答えている。
池袋の雀荘「フレンド」を根城とする一介の雀ゴロであったが店が閉店することになり、新たに足を踏み入れた新宿の雀荘で「麻雀職人」黒沢義明と出会いその人物に惚れこんで弟子入りし、その繋がりで谷口や伊藤と知り合う。
ヤクザが出入りするような雀荘にも躊躇せず足を踏み入れるが、特定の暴力団との関係を結んでいる訳ではない。ただし、黒沢が主に黒流会所属の人物と知り合う機会があったため、その繋がりで黒沢や入星がいなくなった後も、三國・八角・山田ら黒流会の一部と連絡を取り合う仲になっている。
心から麻雀を愛しており、実力も運も相当なものである。加えて記憶力が非常に優れており、対局時の山の配牌などを完璧に記憶できる他、メンチンの待ち牌なども「理牌せずに」一瞬でわかる。この能力は幼児期に母親から受けた教育により、脳細胞のシナプスが常人に比べて桁違いに多くなっていることによるもので、物心がついた後の人間が後天的に身に付けられる能力ではないため、作中でも唯一無二の能力とされる。また、作品中だと実力はトップクラスだが、優れた運と素質に逆に自身が振り回されることも少なからずあり、鳴海に酷評されたこともある。一見謙虚であるが、自身の誇りや主張に対しては空気を読むことはなく、また状況の悪化も辞さずに退かない。
麻雀を初めて覚えたのは高校の頃に同級生に誘われた事が切っ掛けだが、麻雀のルールブックをパラパラと一読しただけで「ルールを覚えた」と言い、実際に初日のうちに同級生を圧倒するどころか、瞬に負けそうになっているのが我慢できなかった同級生が積み込みを行ったのを即座に見抜くまでの才能を見せつけた。
杏天堂病院でチンピラに脅迫されてからは、医師の渡辺の勧めで伊豆に避難していたが、さらに大阪へ移り「ステップ」でのメンバーを経て、京都にある姉妹店の雀荘「ウェスト」にて鳴海たちと卓を囲む。
新満に捧ぐ一大決戦への参加者として満場一致の如く名が上がり、参戦の申し入れをする為に訪ねた八角に対し、迷いなく参加を表明した。
ガイドブックによると、小学生時代に計ったIQは195。
谷口 隆（たにぐち たかし）「悲運の哀戦士」
黒沢の弟子で瞬や伊藤の良き兄貴分。富山の造り酒屋の息子で金には苦労していない。ある日雀荘で見かけた黒沢が四暗刻単騎テンパイを意にも介さず降りた事から黒沢に興味を持ち、付きまとって弟子入りを志願する。黒沢には一度怒られ付きまとうなと宣言されるも、憤慨せずに酒をプレゼントした隆の気概に黒沢も心を許し、以降共に行動するようになる。
瞬や伊藤に比類する実力者であるが、それは長年の経験からくるテクニックで長けている部分が大きく、天性の運では2人に劣る節がある。そのため黒沢に才能の限界を告げられるが、それが原因で荒れる。その後瞬と戦い大敗したことで吹っ切れ、実家の家業を継ぐことを決意する。黒沢に「瞬は麻雀の化身になれる男だ。」と告げて別れた直後、イカサマで負けさせられたと思い込んだ中国マフィアの李に刺されて死亡する。天運やヒキでは瞬や伊藤に劣るものの、麻雀の技術自体では黒沢一門の中でもトップ。外伝では黒沢の良き理解者としてレギュラー出演。黒沢がコンビ麻雀に呼ばれた時には他のメンバーを差し置いて彼が黒沢のおヒキ（相棒）として描かれる。
特定の店を根城にせずあちこちの雀荘を渡り歩く性分の黒沢よりもさらに幅広く様々な店を巡っており、時折黒沢さえ知らない雀荘を見つけてきては紹介する事がある。黒沢も自分の知らない雀荘や雀ゴロについての情報を尋ねる事がある。
伊藤 芳一（いとう よしかず）「完全頭脳」
黒沢の弟子で、現役の東大生のボンボン。京都府出身。瞬たちは「よっちん」と呼んでいる。第6回全日本学生麻雀選手権覇者。若くして黒沢や瞬も認める腕前。
レート高めの場でも物怖じせずに打つ伊藤に黒沢が興味を持つが、その場で相手のイカサマによってボロボロに負かされたため、「イカサマを見抜く腕」のためにイカサマのテクニックの直伝を行う。それから毎日18時間を半年というとてつもない修練を積んだ伊藤に驚きつつもその腕によって完璧な意趣返しを達成した後は共に行動するようになる。
瞬をライバル視していたが、友人だった後藤の凶行を半端に庇った事により田浦家と絶縁になったことや元禄杯で瞬に敗れたことで道を見失い、波城組と関係を持つようになってからは博徒の世界に留まろうと背中に彫り物まで入れ退けなくなる。波城組対黒流会では背水の覚悟で臨むも、三國らとの実力差に加え同卓した味方の北岡の自分本位の打牌にも邪魔され惨敗、さらに追い打ちをかけるかのように手術に臨んだ海輝が麻酔薬によるショックで死亡したらしきことを伝えられ一時放心状態となる。それでも再び卓に着くが三國には全く及ばず菊多と入れ替わりとなる形で対決の場から去る。後日、雀荘に忘れた海輝たちとの写真を届けに来た三國との会話をきっかけに、堕落した生活を捨てることを決める。郷里の両親に自らの現状をすべて告白し、その後、実家・京都へ戻り東大を中退して改めて一から医者を目指す決意のもと勉学に努める。
その後、京都市街で瞬と偶然に再会し、それ以降は再び連絡を取り合うようになっている。ただし伊藤自身は既に麻雀を辞めたとしており、瞬の大きな麻雀の対決の場に駆けつける事はあっても卓に付く事は無く、解説役などに徹している。
黒沢 義明（くろさわ よしあき）「麻雀職人」
日本一の麻雀打ちとして裏の世界にその名を知られる伝説の人物。その賭け額は一勝負で数億円を超えることもある。伊藤や隆の師匠。「四川」での対局以来咳込むようになり（外伝では過去の出来事として病気についての伏線が張られている）、その後も徐々に病気が悪化していく。赤坂の雀荘「天狗」での最後の決戦の後、姿を消す。その後の消息は不明。
作中で津神と並んで「最強」の描写をされる人物。外伝では主役であり、無敵の強さと情の厚さが描写されている。
常に麻雀と共にある麻雀打ちの鑑のような人物であるが麻雀以外にも趣味はあり、サックスを吹く事ができる他、ボウリングやビリヤードもマイボウル・マイキューを所持している。
酒好きでヘビースモーカーでもある。なお、自身の病気が悪化したのはそれらのせいではなく、賭場による長年の緊張感と、それに伴うストレスが一番の原因である、とガイドブックで供述されている。

### ヤクザ・麻雀打ち

#### 無所属
入星 祥吾（いりぼし しょうご）「元裏プロ界帝王」
黒流会の元代打ち。その実力は黒沢に匹敵するが、事実上引退した身であり、一流の現役の前では陰りを見せる。
隆が殺された事件が発端で黒沢と雀荘「四川」で対局する。この時、黒沢の勝負の要求である「俺（黒沢）が勝ったら隆を疑った奴ら全員土下座と当人には半年墓磨き」と言う条件を王があまりにもバカバカしいとして却下し入星ではなく殺し屋を差し向けようとしていたが、入星は自身の命を差し出して勝負に応じる事を嘆願。「ナイフで鼻を削ぎ落した顔で歌舞伎町を歩き回ってもらう」というおぞましい条件で王に約束を取り付けた。結果として及ばず敗北してしまうが、全身全霊の対局を観戦するうちに監視役だった下っ端が「俺の命を代わりに差し出すのではだめか」と嘆願する程になり、王自身も最終戦の天和と地和のぶつかり合いに至るまでの2人を見て感服し、命は取られずに終わった。
黒沢が自身の身体の限界を感じ取り、最後の対局を望んだ際には瞬にそのことを伝えるが、「今のレベルではとても戦いの場に立つ資格が無い」として自身ともども瞬を一旦は引き留める。その後答えを出した瞬を対局者の一人として推薦し自身は観戦し、戦いの後は黒沢に瞬のことを託される。
球団ブルックスオーナーや代議士、医者などの以前からセットを組んでいたメンバーの繋がりで、瞬に麻雀に置ける特異な能力を医学的に解明する試みを勧める。瞬自身はトラブルによって東京から熱海へと移動し、その後入星自身も様子を見るために熱海に向かうが、ちょうどその時瞬が伊豆の日本清竜会に拉致された知らせを聞き、駆け付ける。拉致の元となった木村が清竜会幹部を殺害している事から、入星の顔であってもただ事態を治める事はできなかったが、木村と瞬を助けるために突き付けられた「ここにいる全員相手に1戦も落とす事無く連勝しろ」と言う条件に対して助け船に入る。実力的には瞬1人でも勝利可能ではあったが、腹を刺した木村が失血死しないギリギリの時間内に30人全員に勝つ事は極めて難しく、入星が入って2卓同時進行で戦うことになった。結果として木村が失血死せずに耐えられる時間内ギリギリに条件をクリアするが、この過程で臼田の逆恨みを買い、逆恨みされ銃撃される。直前に気付いた瞬のタックルにより弾は心臓を外れるが右肩に当たってしまう。
遼が開いた雀荘が発端となる中国人同士のトラブルの増加の解決のために、中国マフィアの代打ちとして再び駆り出される。黒沢のつてで星野を訪ねて相棒にし、遼の店「智美」で遼・津神の波城組サイドと闘牌をするが、終盤になって右肩の銃創と過去の古傷が痛んだため、本人としては不本意な形の戦いとなる。王との約束を違えてでも津神との再戦を望む言葉を残す。敗北を知った時点で王からは始末の命が飛んでいたが、それを待たずして隆と同じ場所で臼田の銃弾に倒れる。死の間際まで右腕は天に伸び、そして牌を掴んでいた。
影村 遼（かげむら りょう）「忘郷の一匹狼」
入星を尊敬し、弟子入りを志願するが断られていた。学生選手権で瞬のことを認め、瞬のライバルになる。刹那的で対人関係を清算しない不義理な生き方が仇となり故郷から逃げ出した過去がある。また、自分に甘いという精神的な未熟さが時に闘牌で首を絞めることも。
軽はずみな発言により隆の死の発端となったことで、けじめを着けるべく「四川」の対局に参加するが惨敗し、旅打ちに出る。高崎では過去に佐賀のヤクザの親分の娘を自殺未遂に追い込んだことを理由に遼を追っていたヤクザに見つかり雪山に生き埋めにされるが、偶然通りかかった中邨組の組員に救出される。一命はとりとめたものの、重度の凍傷で右手の親指と人指し指・左手の小指を失う。しばらくの間自ら麻雀を打つことができなかったが、義指をつけることで麻雀を再開する。その過程で失った指運を左手に見出す。
その後、世話になっている中邨組が現金密輸を失敗した事で危機に陥った時、その穴を埋めるための麻雀勝負に代打ちとして出る事を依頼される。遼を生き埋めにした佐賀のヤクザ全員を、自身が失ったのと同じ指を全て切り落として復讐することを条件に参加。勝負はトップを取り6億を手にして中邨組の目的を達成したものの、それは他の組の事情を嫌った北岡の故意のチョンボによるもので、影村個人は北岡との勝負が持ち越しになったと感じたままで勝負を終える。報酬の2億円を元手に歌舞伎町に雀荘「智美」を開く。雀荘が繁盛するにつれ、いずれかの組織にバックになってもらう必要が生じたが、最初に話を持ち掛けた黒流会には、肝心の店が中国人客を多く入れている事を懸念され断られる。しかし八角・山田が断る事を伝えに来る前に対立する波城組に話を付けていた事、およびそれを伝えた時に遼が波城組の方が麻雀でも格上ではないかと挑発したことが黒流会の打ち手達の逆鱗に触れ、波城組対黒流会の直接対決が起きる。同時期に「智美」を巡る中国マフィアとのトラブルに決着をつけるための勝負が行われ津神と組んで勝利するが、中国マフィアとの約束を反故にされる不安から波城組入りを決意。中国マフィアとの再戦の約束を取り付けた事を手土産に津神のもとを訪れるが、兄弟分の立場を巡る軋轢から決裂し、影村は波城組には入らず、勝負は波城組が預かることになる。中邨組組長の娘・ゆかがいると知って松川の焼き鳥屋に近づくが、高圧的な態度から松川に殴られ、その報復として人を使って松川の店に放火する。それを知った瞬から黒流会に事の次第が知られ、黒流会に動きを縛られた上に詫び料を入れさせられたため、黒流会に激しい恨みを抱く。
北岡と個人的に手を組んで低レートギャル雀「マーブル」のチェーン展開を始め、京都進出のために瞬がいる店と知らずに「ウェスト」に目を付けて買収を目論み、麻雀勝負となって北岡と組んで瞬に挑戦するも、勢いや麻雀への真摯な姿勢など全てにおいての差を悟った北岡が途中で抜けたために実質的に敗北。北岡とも袂を分かつことになった。
再び中国マフィアとトラブルになり麻雀勝負をすることになり、ホームレスから拾い上げておいた津神と組んで荘・松本と戦う。津神をも抑えてトータルトップを取り勝利する。しかしその後、部下の上嶋を津神に懐柔され会社の資産の大半を名義を書き換えて乗っ取られていた事が発覚し、智美を差し出して副社長として残るか、智美と智美の店に手を出さない代わりに１人で出ていくかの二択を津神から迫られる。智美に苦労はさせまいと1人で出て行こうとするも、智美自身の嘆願と松本の助言を思い出し”智美を連れて店を捨て街を出る”という第三の道を選びとる。
その後流れ着いた福島で偶然松本と再会する。都落ちした事情などを聞いた松本から自分が開く雀荘を仕切ってくれないかと頼まれ、智美と共に雀荘「RYO」を切り盛りしていく。なお松本の店の中では、智美の「弟」という事にしてある様子。
佐賀県出身。ガイドブックによるとバイクが趣味で、高校時代は暴走族総長をやっていたことで中退。その後、上京してヒモ生活を送っており、身につけているネックレスなどはほとんど女からの貢物である。
新満 正吉（しんみつ しょうきち）「卓上の超越者」
黒沢の師匠で、黒沢が人生で唯一麻雀で負け越している男。
太平洋戦争時、特攻隊に志願したが生き残ったという過去を持つ。生き残ったのは単に機体の整備不足により目標まで飛ぶことができず不時着せざるを得なかったせいだが、本人はそれを「祖国に恥を晒した」と捉えており、終戦後は死んだと偽って許嫁との関係も絶って隠居し、当時の戦友たちの像を掘ることを残された人生ですべき奉公としている。
「お務めを終えるまでは絶対に負けられない」と言う信念から黒沢を上回る感性を持っており、作中ではいわば「ジョーカー」的な扱いで出演頻度は高くない。
黒沢の最後の対局に呼ばれた事を切っ掛けに黒流会と知り合う。後に三國、八角が引退して打倒津神を目標とする山田に対して教えを説き、その目標を途中で失って暴走する山田を最後まで見捨てず助ける人情も見せる。
長年の博打勘から自身の死期を悟り、今一度、最高の闘牌を目にしたいという思いに至り、三國へ「最強と言わしめる8人の博徒」を集め、一大決戦の開催を依頼する。
松本 樹一（まつもと きいち）「流浪の無頼漢」
全国を旅しながら麻雀を打っている男。初登場は『天牌外伝』より。腕前はかなりのもので、黒沢とも対等に渡り合うほど。その実力からどの雀荘に行っても連勝し、時にヤクザとのトラブルにも発展するが、ヤクザ相手にも一歩も引かず「俺が打ち手として認めているのは黒沢って男だけだ」と啖呵を切る度胸も持つ。
作中の人物とは黒沢以外は知り合いでは無かったが、中国マフィア組織が二度目の波城組との再戦を前に荘のパートナーを探していた時、荘の目に留まり中国マフィアに雇われて代打ちとして影村・津神と戦う。結果として及ばず敗北するものの影村を気に入り、「でっけえ運を使った後は信じがたい反動が来るから気を付けろ」等と忠告を送ったり、王に「影村には手を出さないでやって欲しい」と頼む。
新満のための麻雀勝負をセッティングする時には7人目として決まった津神から名前を出される。三國も過去に一度だけ黒沢から名前を聞いた事があったため、福島で開いているという彼の雀荘「RYO」を訪ねさせるが、松本は既にそこまでの力はないとして自身の出場は固辞し、代わりに柏木を推薦する。
かつては木材の輸入業者であり専務の役職に就いていたが、業務上横領・背任の罪で逮捕・服役していた過去を持つ。これは経営危機を凌ぐために彼自身を含めた会社の上層部で決めたプール金作りの偽装で、実際に横領した訳ではない。これらのエピソードや、黒沢との出会い、黒沢が三國に松本の名を語った時のエピソードは『外伝』にて語られている。
柏木 裕也（かしわぎ ゆうや）「次代の雀匠」
松本が福島で開いている雀荘「RYO」のメンバーとして働いている青年。初登場は『天牌外伝』より。松本が「腕前やしぐさに惚れ込んでメンバーとして口説き落とした」と言う。松本からの愛称は「KJ」。年齢は22歳と思われ（『天牌外伝』における黒沢と松本との呑みの半年後の時点で20歳、本編において松本が「2年前に福島で見かけ」たと語っている）、影村を「兄さん」と呼ぶ。
相手が工夫を凝らした和了を見せた時などは『納得したように目を閉じて数度軽く頷く』という仕草の癖を持つ。これがかつて見た黒沢の同様の仕草とあまりにも似ている事に加え、松本は黒沢本人から「結婚まで考えた、黒沢の子を身籠った女性が20年前にいた」という話を聞いており、それが柏木の年齢と一致する事から、松本は彼が黒沢の息子ではないかと考えている。愛称の「KJ」は「柏木ジュニア」の略とされているが、松本の心の中では「黒沢ジュニア」と言う意味合いも含められている。
松本の推薦で、新満のための麻雀勝負の8人の最後の1人として選ばれる。

#### 黒流会
三國 健次郎（みくに けんじろう）「氷の貴公子」
黒流会随一の打ち手であり、裏麻雀界では津神と並び称される。当たり牌でない牌ならどんな危険牌でも捨てるため、場を凍り付かせるようなその打牌は「氷の打牌」と呼ばれる。
「四川」での黒沢・入星らとの対局はでは敗れてしまうが、その実力は黒沢も認めるほど。波城組と黒流会の対決では勝利するものの、その直後の菊多・北岡との対局に敗れ、八角と共に引退する。奇しくも引退決定と入星の死亡が同日となり、彼にとって現役での日常と、何者にも代えられない同胞を一度に失ってしまうことになる。しかし、その後津神の敗北により発生した10億の借を支払えない波城組に10億貸すという密約を中釜と交わし、引き換えに波城組から言いつけられた引退を撤回させ、八角とともに現役復帰する。
その後、新満より「最強の博徒8人を集結させた、最高の闘牌を見たい」という依頼を受け、黒流会のネットワークや人脈を使い、選りすぐりの8人選出に奔走する。その内の２枠を黒流会から選出するとし、「黒流会選抜戦」として、三國・八角・山田・井河の4者による出場枠争奪戦を執り行う。緩みなき麻雀を打ち抜き、新満に捧ぐ「新満決戦」への出場権を手にした。
黒龍会に入る前は群馬県で雀荘を開いていた。そこで入星と偶然出会い、彼の引退後、黒流会の打ち手となる。
『天牌列伝』では、父親のDVに耐えかねて三國を捨てて逃げ出した母・邦子の存在が語られた。三國にとって自分を捨てて逃げた母は「忘れた存在になっていた」が、逃げた後に知り合った男からもDVを受けており、三國の弟になる賢治がそれにより障害を負い、その賢治を女手一つで育て上げた苦労が現れた母の要望を見て、彼女の懺悔と最後の頼みを聞き入れたうえで、余命まで生きられるように医師に頼んで手術費を渡して賢治の後見人になった。
ガイドブックによると、麻雀以外のギャンブルにも精通しており、あらゆるカジノゲームや手本引きも得意。とくにトランプでは5デックまで出目を覚えられるなど、記憶力も瞬に匹敵する。
山田 陽一（やまだ よういち）「気鋭の青虎」
黒流会二番手の打ち手。三國に最も近い男。かつて「度胸試し」として遠洋マグロ漁船に乗り込み、麻雀で船員たちから1億8000万円稼いだことがある。三國と八角の引退後に新満に師事を受け、津神を越えるべく鬼となる決意をするも、菊多に先んじられることで見失った目標に暴走し始める。黒流会が組んだ、町工場の社長に銭を恵んでやるための場でもお構いなしに勝ち続けて工場の社長をその場で自殺に追い込んでしまった上、八角をも軽んずるような発言を繰り返して暴走は加速していったため、三國に殴られて「お前程度の打ち手など代わりはいくらでもいる」と厳しく言い捨てられる。そこから代わりの目標として三國に執心するようになり、「天狗」で対決の場を迎えるが、惨敗。山田はあまりの自惚れを悟ってその場を去ろうとするが、同卓した新満の「わしの命と引き換えに彼を許して貰えないか」と言う嘆願、および黒流会若頭の「新満さんの厚意を無碍にするなら今ここで腹を切れ」と言う言葉により、麻雀の道に残る事を決意。以降は憑き物が落ちたように以前の穏やかな性格に戻った。
新満の依頼による一大決戦への出場者を決める、黒流会選抜戦では、八角と同点の2位になり、最後のくじ引きで勝って黒流会代表となるが、勝負の前日に居酒屋で八角がチンピラに絡まれ出刃を向けられたのを庇って重傷、勝負の場には立てなくなってしまう。
八角 五郎（はっかく ごろう）「円熟の手練れ」
黒流会三番手の打ち手。腕は山田に互角といわれ、入星から「麻雀のテクはピカ一」と評された。
字が読めない菊多に麻雀を教えるなど、非常に優しい性質をしている。それゆえにNO.1の代打ちとしてよりも、ヘッドを陰で支える「いぶし銀」のポジションが似合う。
波城組との対決では三國・山田と共に中釜・北岡・伊藤に圧勝。その後の菊多・北岡との対局でも流れを変えるために牌の交換を申し出るが、断られたことで麻雀牌を飲み込んで押し通すなど随所で活躍を見せたが、敗れて三國と共に引退した。自分を引退に追い込んだ北岡に「自分の分まで牌をかわいがってやってくれ」と言い残す。しかし、その後波城組の中釜との密約により現役復帰する。
菊多には度々「勝負師としての峠を過ぎた」等と言われて激憤するが、それに対して「じゃあ今すぐ津神や沖本瞬を叩けると言えるか」と返されると言葉に詰まるなど、三國などの一流の現役に対しては一段引いたところにいる事は自覚がある節を見せる。しかしながら群馬は高崎で臼田を確保した後、井河や瞬と卓を囲んだ際には井河や瞬を抑えてトップを取るなど、まだまだ現役と呼べるキレを持つ。
菊多 賢治（きくた けんじ）「絶対感性」
三國の異父弟。幼少時に父親から虐待を受けたため、言語・思考を司る左脳の大部分の機能と右肺の機能が停止している。そのため途切れ途切れにしか話せず、また字が読めない。麻雀は文字通り手とり足とり八角に教わる。感性を司る右脳の機能が非常に研ぎ澄まされており、常人にはできない独自の感覚で予想外の麻雀を打つ。体力が無いため短期決戦でしか対局できないが、「天狗」での黒沢らとの対局までは負けなしだった。
黒流会の切り札と言われる代打ちだったが、兄を超えるため黒流会を抜け波城組に接近する。その後、波城組と黒流会の対決に途中参加し、北岡と共に三國・八角らと引退を賭けた対局を行い勝利した。さらに強い敵を求め波城組を抜け、中国マフィア・王サイドの代打ちとして津神と対局し苦戦するが、津神がトップでない状態で流局終了しての勝利を良しとしない性格を利用した策によって逆転勝利する。その後三國のもとを訪れたところで昏睡し入院する。
その後、三國たちが「黒流会選抜戦」を開催している間に突如として覚醒。人知れず、入院していた杏林堂病院を抜け出し、山谷にある「いこい」の星野の元へ身を寄せ、眠っていた感性を覚醒させるかのように、徐々に体力と麻雀の状態を回復させてゆく。
『天牌列伝』では、兄が母・邦子の遺言により後見人になり、母が亡くなったのを前後して兄に誘われる形で麻雀を始めたことが描かれた。なお、自身が麻雀を始める前から兄の麻雀を見て次に何を切るかを予知するなど、この頃から才覚が活かされていた部分があった。
井河 拓真（いかわ たくま）「孤高の鬼神」
群馬にある、昔三國が経営していたという雀荘で働くメンバー。元は孤児院の出で、同じ孤児院の子供から虐待を受けていて逃げ出し、雀荘の前に雨に濡れたまま立っていたのを迎え入れられた過去を持つ。黒流会の組員ではないが、三國の関係者として黒流会の面々と共に行動している。
メンバーになったのは試しにやらせた麻雀ですさまじい腕を持っていたからで、当初はあまりに勝ちすぎるために客離れの原因となりかけていたが、見かねたマスターから「一日ごとの勝ち負けの調整目標額」を言い渡されてからは一日たりともそれを間違えることなく完璧に調整して見せている。
三國の勧めで彼を目当てに瞬が群馬を訪れ、対局する。当初は瞬が爪を剥がされた怪我で調子を落としていたこともあり完勝したが、徐々に調子を取り戻していく瞬に「回復が早すぎんだよ、次あのドアを開けて入ってきたら勝つと言いきれねえ」と言葉をかける。最終的な決着は、瞬が入星の仇である臼田を発見した事で明確にされずじまいだったが、その時に訪れた八角・山田らから「たまには東京に出てこい」と声を掛けられた事もあり、後に東京に顔を出す。
東京に出てきた後は新満の依頼による決戦の候補の一人として、黒流会代表の2人を選抜する戦いに参加し、苦戦しながらもあと一手でトップ通過という所まで三國達を追い詰めるが辛くも敗戦。
貴生 渉（たかお わたる）
関東最大の広域暴力団・黒流会の若頭。赤坂「天狗」新満決戦の黒流会選抜戦の行方を見届ける。

#### 波城組
津神 元（つがみ げん）「孤高の博狼牙」
波城組一番の打ち手。実力は三國以上ともいわれる。「俺なら9連続ラス喰らったって、残り一回で勝ち切れる自信はある」と言い切るほどの実力者。常に余裕の態度を崩さず、作品中の主要人物で唯一汗の描写がない。相手が誰でも傲慢な姿勢で対するが、その実自分が目をかけた相手にはさりげない気遣いをみせる一面も持つ。
波城組の若者から「師匠は誰か?」との問いかけに、「よく喋る京都弁のおっさんに、講釈だけは聞かされてた時代もあったような…」と答えるシーンがある。 その後のエピソードで、大阪「ステップ」のマスター・鳴海とその息子・晃と知り合い、鳴海からさまざまな指南を受け、晃と切磋琢磨し大きな成長をしてきたことが明かされる。
王の中国マフィアと新宿の賭博利権を賭けた「天狗」での勝負の最終局面においてオーラスでノーテン宣言すれば波城組の勝利だったところを、自分のプライドを満たすために4位で終了することを拒否、聴牌宣言して親を続けたため菊多に逆転を許し、惨敗する。勝負後に菊多を絞め殺そうとするが、荘に銃で太腿を撃たれてその場から去った。
この身勝手な行為による敗北が原因で波城組からも破門され、再度のし上がるために一心会に声をかけ一旦は迎え入れられる。一心会に身を寄せた直後は高レートの場でも勝ててはいたものの完勝ではなく、後ろで見ていた奥寺にも不安を持たれ、その不安の通りに徐々に歯車が狂いだし負けがかさんでいき、最終的には一心会からも見放され消息を絶つ。
後にホームレスに身を落として炊き出しの列に並んでいる所を影村に発見され拾われる。当初は運気はどん底にまで落ちきっており、安レート雀荘の一般客にさえ全く勝てず以前の見る影も無かったが、徐々に運気を取り戻していき、やがて影村からの扱いに不満を持っていた上嶋を懐柔して影村の経営する物件の大半の名義を自分に書き換えさせて乗っ取り、影村を追いだした。
羽振りを取り戻した後、フリー雀荘で流している時に偶然にも瞬と同卓する。お互い、自身の知り合いから名前は聞いた事はあったがそれが目の前の人物だとは知らない状態で対局を開始したが、会話の中でお互いに相手の名前を知る。津神は瞬の事は単なる生意気なガキ程度にしか思っていなかったが、互いに1勝ずつの五分で迎えた第3戦目、瞬に放銃して逆転されていたはずが他家の安手頭跳ねで命拾いをするという屈辱的な形で2勝目を拾い、さらに瞬が「アンタの打牌にロンの声を掛けられたというだけで十分」と言い残して去ったため、瞬に対して対抗心を燃やす。
新満の願いで黒流会が開催する一大決戦の8人の1人に名前が上がり、黒流会から直々に依頼されるも、当初は金も何も賭けない名誉だけの戦いに出る価値はないとして断った。しかし既に決まっている6人の名前の中に菊多、瞬、鳴海の名前を聞いた事で前言を撤回し、「この世にのさばる勘違いどもは潰してやらねえと」と言って出場を引き受けた。
北岡 静一（きたおか せいいち）「心声の傑士」
波城組の打ち手で、普段はおちゃらけているが実力は津神に次ぐ。津神が唯一認めた秘蔵っ子と言われ、中釜ら組連中もその実力を認めている。
初登場となった長野の勝負では、津神との約束通り10回戦のうち7回戦までは遊んで残り3回戦でトップを取ろうとし、実際にそれをほぼ達成するが、最終戦のオーラスで奥寺の妻子が人質に取られていることを知ったため興が削がれ、ダブルリーチを天和と間違えたとする故意のチョンボを2回行い順位を下げることで奥寺を助けるなど、場を圧倒する力を見せ付けた。
その長野の闘いの後、津神との約束の時間までの暇つぶしとして立ち寄った雀荘「ゆたか」にて瞬と出会う。最初は瞬を「打てるヤツ」と軽く身構えて勝負をするが、すぐに認識を改めて本気で打ったにも関わらず4連勝を許してしまい、「あり得ない」とその後の津神からの呼び出しに遅れてでも食らいつく。最終的な勝負の結果は2人に負けて店を出た客の腹いせの通報により雀荘に手入れが入って警察署に連行されてしまったためうやむやとなってしまう。
波城組の組員だが、津神との個人的トラブルから波城組との袂を分かった影村と個人的に手を組んで、低レートのギャル雀荘チェーンを始める。その事業拡大の一環として京都の「ウェスト」に買収を仕掛け、瞬・天堂と対決することになる。しかし勝負の途中で麻雀の実力、運、姿勢など全ての面においての瞬との圧倒的差を悟った北岡が「麻雀の腐りは食い止めておかないと」と自らギブアップして途中抜けしたため勝負は影村・北岡側の敗北となった。
その後、暴走族同士のトラブルで殺された昔の友人を偲びに行った帰りに、財布を無くして無銭飲食になりかけたところを助けられたのを切っ掛けに野島の家に世話になる。野島らに麻雀に誘われたが、読心されているかのように手も足も出ず、「心を込めてイチゴを世話してイチゴの気持ちが分かるようになれば人の気持ちなんて簡単」と教えられた事から野島の経営するイチゴ園で働き始め、やがて同様の考えを読む力を身に着けていく。
その栃木で研鑽を積んでいる際、新満決戦への参加者を探すために野島の元を訪れた黒流会の山田と邂逅。野島からの推薦と「瞬と戦う」という決意の元に参加を決定した。
実家は田園調布。家族構成は父母兄2人。海外特別派遣の父親は年に2度帰国するかしないか、母親はホストにはまる冷たい家庭。兄2人は東大からオックスフォードなどへ留学する超エリート一族。静一自身も東大現役合格確実だったが、友人が暴走族の抗争により栃木の山中に埋められたことから、彼の人生は親が敷いたレールから自ら外れてゆくことになる。
元々はネット麻雀ゲームの日本一で、伊藤や隆を凌ぐほどの実力を持っていたが、黒沢に敗れて以来リアルな麻雀の世界に身を置くようになった。このエピソードは『外伝』で描かれており、黒沢も「奴が牌を握り始めたら速いぞ」と漏らしている。実際、その世界に入ってからの成長の速度は恐ろしく、他の麻雀打ちの立場を脅かしつつある。
中釜 清蔵（なかがま せいぞう）「熟練の黒獅子」
波城組の中枢の人物で、組内三番手の打ち手。津神、北岡が組に属する前のNo.1だったが、組のため「守るもの」のために、博徒としての感性に陰りが生じており、黒流会との直接対決では菊多対三國の兄弟対決を実現させるために途中で負けを認めて残額を差し出し波城組の打ち手一堂で土下座する。宣言通り勝負後に引退した。中国マフィアと新宿の賭博利権を賭けた「天狗」での勝負を前に津神に一抹の不安を感じており、もし津神が敗北した場合は黒流会から10億円借りる代わりに三國と八角の現役復帰を認めるという密約を事前に三國と交わしていた。
盛岡 大樹(もりおか たいき)
波城組の経営する高レート雀荘にカモ(金蔓)を送る役割を果たしており、全日本学生麻雀選手権大会にも息をかけている。市居から入手した大会の参加者名簿をもとに元禄杯を開催する。
自身が麻雀を打っている様子は無いのに加え、元禄杯決勝戦が大勢のギャラリーで白熱しているのにも「何を長引かせているんだ」と辛辣な感想しか持たない様子から、麻雀に関するシノギをしてはいるが麻雀そのものには興味が無い様子。
津神・中釜・伊藤・菊多の戦いを高みの見物で茶々を入れ「王様ゲーム」を始めるよう煽る。しかし津神の「卓を囲む4人だけが、なぜいつも苦しむのか？」との問いに逃げようとした。

#### 一心会
河野 高志（こうの たかし）「狂走烈士」
湘南白虎隊のバックについているヤクザ。学生選手権で湘南白虎隊を優勝させ売り出したい思惑に反して沖本や伊藤らが上位にいたことから伊藤に暴行を加えるが、その後仇討ちに現れた瞬と対決する。最初のうちは瞬に恐怖を抱かせるほどにに圧倒していたが、次第に体勢で追いつかれ始め、「卓を離れたら1時間ごとに罰金」などの取り決めの追加、瞬の飲むコーヒーに睡眠薬を仕込むなどの小細工を弄するようになり、それでも打ち負かされる。最後は勝負を反故にして勝ち金を渡さないと脅すが、瞬の打牌に魅せられた白虎隊が瞬の味方に回ったため、瞬に勝ち金を持ち帰られてしまう。店の外では瞬を送る長谷沼の車の前に立ちふさがってなおも食い下がるも、そのまま跳ね飛ばされ、多大な損失を抱えた上にプライドまで打ち砕かれた。
その後麻雀だけでなく手本引きなど他の博打にも手を出して組に多大な損失を作ってしまったようで、それを穴埋めするために黒沢・三國と戦うが惨敗。勝負が終わったときには博徒生命は尽きており手から生命線が無くなっていた。その後は行方不明となる。同姓同名のプロ雀士がいる。
奥寺 一政（おくでら かずまさ）「背水の静虎」
河野の兄貴分。河野が作った損失を穴埋めするために妻子を人質に取られ長野で他の組と勝負する。勝負は事情を知った北岡に譲ってもらう形で2位で終える。隠れた実力者であるが、北岡に事実上の敗北を喫した後は打ち手を引退した。波城組対黒流会の観戦に訪れる。第二次赤坂決戦で本来は勝っていたところを故意に勝負を延長したために負けて波城組から破門されていた津神を一心会に迎え入れる。だが余りにも津神の負けが嵩んだため組長の命令により津神を追い出さざるを得なくなる。
長谷沼 譲二（はせぬま じょうじ）
一心会の下部組織・湘南白虎隊のリーダー。全日本学生麻雀選手権では瞬が失格になったことにより繰り上がりで決勝に進出する。
瞬と影村が白虎隊および河野に対して伊藤の敵討ちに訪れた時は敵として立ちはだかり、影村の相手をするが、一方的に叩きのめされる。その影村が途中で入星に呼び出されて去ったために瞬と河野の戦いを観戦していたが、次第に瞬の打つ麻雀に魅せられ、決着がついた後に河野が醜態を晒した時は瞬を庇う。
なお河野の弟分としてトラブルがあった際は一心会に面倒を見て貰っていた立場ではあったようだが、あくまで河野経由の繋がりであり、彼自身は一心会の組員ではないようで、河野が失踪した後は「好きにやらせてもらっている」とのこと。

#### 日本清竜会
菱和 秀五郎
伊豆に本拠地を置く日本清竜会の会長。木村をかばう瞬に「右腕を切り落とせ」等と無理難題を突き付けるが、いざ木村が腹を突きさすと「本当は血が嫌いなんじゃ」と事態を放置して部屋を去る。
涌井（わくい）
瞬や木村と渋谷の非武装雀荘で対局した事もある。
立場上木村を追う側だが、渋谷では木村が事務所銃撃の知らせを受けて抜けた時、わざと雀荘の中で数時間仮眠して木村を追いかけない口実を作るなど、立場を除けば木村とは親交があると言って良い仲。
尾崎 留次（おざき りゅうじ）「漆黒狂鬼」
入星の元弟子で、かつて麻雀に負けて自分の母親を侮辱した中国人を殺し中国マフィアに追われるが、入星が王に嘆願したことで助命される。中国に渡るなど各地を転々とし、日本清竜会に入る。
伊豆では完全な敵地であり約束を反故にするも自由な状況だったのが、入星に多大な恩を感じる尾崎からの進言により、清竜会側が突き付けた条件の「30人のヤクザとの対局」が実行されることになる。尾崎自身はその1人として卓に座り瞬と対局する。素人レベルの他の組員と違い瞬をも一時追い詰める確かな腕を持つが最終的には瞬に敗れる。
入星が津神に敗北した直後、組を飛び出した臼田の事を警告する電話を入星に入れるが、電話を切った直後に警告空しく入星は銃撃されてしまった。
臼田（うすだ）
尾崎の舎弟。伊東の対局で入星に惨敗したことで逆恨みし、対局後に入星を銃撃して殺害しようとした。その時は直前に感づいた瞬の体当たりによって肩を撃ち抜くに留まったが、その後組を脱走し、津神に敗れた入星を歌舞伎町の路上で銃撃し、命を奪った。
入星を殺害した後は黒流会に追われる立場となり雲隠れしていたが、三國の勧めで瞬が訪れた、群馬の高崎にある三國の店「紅富士」からかなり近い場所にある雀荘「帝王」に潜伏していたのを瞬が偶然発見。すぐさま瞬から三國に連絡が入り黒流会の知る所となり、現地で関わっていたらしき組関係者にも厄介払いされ捕縛された。その後の消息は不明。

#### 中国マフィア
王 老熔（ワン ロウヨウ）「絶対支配者」
裏社会の顔役。
隆の死亡の真相を探っていた黒沢を入星を使って殺そうとする。その入星が殺害以外での解決を模索し麻雀勝負を提案してきた時、黒沢が勝った時の条件を聞いて「ばかばかしい」と当初は一蹴するも、入星に対して敗北したら事実上命を奪うという約束をさせる事で勝負を認める。そして開始された「四川」での対局では部下に逐一勝負の経過を報告させていたが、それが途中から途絶えたために仕方なく自ら「四川」に赴く。勝負は黒沢の勝利に終わったが、自らもその対局を見て感服したため、当初は一蹴した黒沢との約束通り、犯人の李とともに隆の墓参りに訪れた。その際に黒沢に「死相が漂っている」と警告した。また、入星に対しても当初させた約束を放棄し、「二つも借りを作った事を忘れるな」とだけ言い残して手に掛けずに去った。
相次ぐトラブルと「四川」「智美」の連敗により彼の矜持は傷つけられプライドは地に落ちたとし、遼から来た再戦を受けてすぐにマカオから切り札・荘を呼び寄せる。
荘 志雲（そう しうん）「大陸の魔獣」
髑髏の指輪をしている。菊多曰く「大陸の禽獣の臭みを持つ男」。現金10億と新宿の賭博利権を賭けた波城組との戦いのため、王がマカオから呼び寄せた。勝負に掛けるプライドを、「自分を殺してくれる男に出会うためだけに、俺の生きている価値がある」という言葉で表現した。
李 嘉東 (り かとう)
麻雀に負けたのはイカサマと思い込んで隆を刺殺した犯人。王から見て兄弟の嫁の弟という関係にあるため事件後は熱海に匿われていたが、「四川」の対局に黒沢が勝ったことで呼び戻された。隆の墓前で王は黒沢に銃を渡し敵討ちを促すが、黒沢は王に入星の命を救ってもらったこともあり銃を返した。

#### 競技麻雀団体
稲垣 正夫（いながき まさお）「権威主義代表」
全日本麻雀競技審査会(全競審)の名誉八段。段位は高いが麻雀の腕そのものはそこまででもなく、体面を保つために屁理屈や小細工をする性格。腕試しに来た瞬に一気に高段位までテストを突破され、規約を盾に途中で追い返そうとするも市居の横槍で自らが勝負する羽目になり、惨敗。負かされたことで恨みを抱き、全日本学生麻雀選手権大会の決勝に進出した瞬を現在学生ではないことを理由に失格にした。その後、仕返しに来た瞬に衆人環視の中、七段認定を兼ねた脱衣麻雀で大敗する。
市居 淳平（いちい じゅんぺい）「異端の漂流者」
稲垣と同じ全競審の七段。競技団体に籍を置いてはいるが、しばしば裏の麻雀にも足を踏み入れている身。その分、稲垣よりは麻雀の腕は確かだが、ワザ少牌で流れを強引に変えるなどのイカサマも平気で使うなど、その技術は裏に傾倒している。
瞬に目をつけ、金のためではあるが共に雀荘を巡り麻雀理論と勝負度胸を習得させる。波城組と関わりを持ち、全日本学生麻雀選手権大会の名簿を横流して金を得ていた。盛岡曰く波城組の代打ちに匹敵する実力はあるが、麻雀にとどまらず、競輪など賭博狂い。そのため波城組から、勝負する金欲しさに他の組に情報を売る恐れがあるとされ、盛岡に煽られた伊藤に嵌められ2000万円以上の負債を抱える。

#### その他の組
後藤 正也（ごとう まさや）「執念の暗黒博徒(ダークサイダー)」
伊藤の同期の東大生。全日本学生麻雀選手権で、自身の予選通過がかかった試合で予選通過を既に決めている伊藤と同卓し、仲間だからアシストしてくれるだろうと思い込んで臨んだ所思惑が外れ予選落ちする。大会後それで伊藤を逆恨みし、伊藤が家庭教師として通っていた家の娘に強姦未遂を起こす。
その後、麻薬の売人をしていたところを経営学・分析学の知識と麻雀の腕が新興ヤクザの目に留まり、代打ちとなる。長野の勝負で影村・北岡・奥寺と戦い、前半は独走状態でトップになるものの逆転され最下位となりトップの仲邨組に対して6億円の支払いとなったが、もともと仲邨組との関係を作るための参加だったので責任は負わされなかった。
仲邨 （なかむら）
長野のヤクザの親分。仲邨ゆかの父親。退院した遼の身元を引き受ける。若い頃に山で遭難し唯一生還した経験がある。
木村 礼治
榛那一家の組員。瞬と渋谷の非武装雀荘で対局する。組員殺害の報復で日本清竜会傘下の組の幹部を襲撃したことで懸賞金を懸けられて追われていた。逃亡先の伊豆の賭場で日本清竜会の組員に発見され捕われる。一緒に連行された瞬に「右腕を切り落としたら木村を助けてやる」と言う条件を突き付けられ、それをかばうため自らの腹を刃物で刺して重傷を負うが、宇田川・瞬・入星によって命を助けられる。
なお伊豆ではその場は見逃されたものの懸賞金が解除されたわけではなく依然追われる立場ではあるが、その後の消息は不明。

### 雀荘のマスター
石動 秦（いするぎ しん）
雀荘「天山荘」のマスター。裏社会の麻雀をかじったこともある。隆や瞬レベルの打ち手からすれば大した事が無い天山荘の客層レベルにおいて、唯一隆が「気を付けろ」と忠告を送る人物。
陳（ちん）
雀荘「四川」のマスター。
彼自身は麻雀を打つシーンはなく腕のほどは不明だが、遼が適当に口走った「ヤツ（隆）は人相上負けが込むとイカサマに走るタイプだ」と言うのをそのまま信じて吹聴するなど、そこまで麻雀に対して知識は深くはない様子。
隆の仇探しで黒沢が訪れた時も、当初はただの客として警戒しなかったが、その後隆殺害の件で警察が出入りするようになると危険を感じて王に陳情しに行く。
王がトラブル解決に入星を使っていた関係で遼とも顔なじみであり、上述の谷村隆殺害の引き金になった他、後に遼が一時的な根城としようとした関係で新品の全自動卓を5台贈られるなど遼との個人的関係が続いていたが、遼が自身の店を持って以降は特に登場していない。
ばっちゃん
渋谷にある名のない雀荘を仕切る老婆。本名は不明。渋谷で最初にできた雀荘であるといい、組同士のしがらみを越えて麻雀を打てる場であることから伊藤は非武装地帯になぞらえた。
金以上のものを賭けて勝負する者がいる場合、卓が割れないようにパンク者に百万単位の金を「出世払いでいい」とポンと渡したり、何日も寝ておらず体調が悪い時でも気を張って見届け人を務めようとする等、麻雀に命を懸ける者に理解がある。
星野 源八（ほしの げんぱち）「恩讐超えし修羅」
黒沢と親交があった打ち手で、黒沢も認める程の腕を持つ。初登場は『天牌外伝』より。交通事故で妻子を亡くしたが、まるで反省の様子を見せないどころか被害者に向かって嘲笑さえして見せた犯人を裁判の席で刺殺してしまい、7年間服役していた過去を持つ。出所後年老いた母に顔を見せに行こうと思いつつも足が向かなかったが、黒沢に諭されてようやく帰郷する。母の他界後は東京に戻り、黒沢に紹介され山谷の雀荘「いこい」のマスターを継ぐ。
後に黒沢の伝手をたどった入星に手を貸す。さらにその後、入星と組んだ時の勝負の相手だった津神からの要請で新宿の賭博利権を賭けた勝負の相棒となる。どちらの勝負においても陣営としては敗北しているが、その腕前は敵味方問わず高く評価されている。
鳴海 弘富（なるみ ひろとみ）「牌のマジシャン」
大阪・天満に店を構える雀荘「ステップ」のマスター。瞬の打牌を咎めるなど、底知れない実力を窺わせると同時に、瞬に寄せ麻雀の極意を伝える。
過去に黒沢と会った事がある。「天牌」本編では三國に対してそう語った事があるだけだが、外伝にて出会いの時の様子が描かれた。
新満の依頼により黒龍会が開催する一大決戦には、瞬から名前を聞いた黒龍会から声がかかり、「津神にも声をかける予定」という言葉を聞き参戦を決める。対局では1回戦目で津神と同卓になり、運気をほぼ取り戻しつつある津神の独裁的な麻雀に加えて対局中に息子の晃の消息に関する話で精神的に揺さぶられ遅れを取るが、最後に津神から四暗刻単騎の役満の直撃を取り決勝通過を決めると共に津神をラスに叩き落した。

### その他の登場人物
松川（まつかわ）
焼き鳥屋「串吉」を経営しながら劇団に通う瞬の友人。瞬と塩谷との再戦では客を装った劇団仲間たちがサインの妨害を行い瞬の手助けをした。
ゆかが暴力団組長の娘であるというスキャンダルを暴かれ人気が落ちた後はゆかを従業員として迎え共に店を盛り立てる。ゆかが仲邨の娘である事を知った影村が利用するために近づいてきた時は影村の横暴を我慢できずに影村を殴り、報復として店に放火され店を失うが、そのことを知った瞬から依頼された三國が影村の動きを縛ると共に詫び料を入れさせ、店は他の場所で再開した模様。
塩谷 一生(しおや いっせい)
新宿のフリー雀荘「ゆたか」の裏メンバー。店員との通しで瞬を敗北させるが、再戦を挑んだ瞬にサインを封じられたり逆にサインを利用されたりして敗れる。しばらくして瞬が三度目に訪れたときにはすでに店から去っていた。
仲邨 ゆか（なかむら ゆか)
瞬の家に居候していたが松川の劇団に通うようになる。女優としての才能をプロデューサーの斉藤に見出され芸能事務所入りを勧められた際には父親がヤクザの組長であることを理由に一度は固辞。しかし、斉藤が自らゆかの父親に話をつけに行くことで事務所入りを果たすが、瞬の元を去ることとなった。「唐沢見栄」の芸名で女優デビューし、日本人初となるアカデミー賞女優新人賞にノミネートされる。
しかしほどなくして暴力団組長の娘である事をスキャンダルとして暴かれてしまい仕事が減り、瞬との共通の知り合いでもある松川の店に世話になるようになるが、それが切っ掛けで影村に近づかれるようになってしまう。
田浦 静香（たうら しずか）
伊藤に家庭教師をしてもらっていた女学生。伊藤を逆恨みした後藤によって乱暴されかけるが、事件後も伊藤のことを信頼し続ける。海輝の京都滞在中は稲岡ミカと京都旅行をした。
田浦 海輝（たうら かいき）「慧眼の神童」
静香の弟。目が見えないが、それ故の感性を持ち、田浦家で伊藤を交えた家族麻雀で麻雀を覚えてすぐの頃から盲牌を使いこなし、全員の捨て牌を記憶する等の才能を見せていた。
伊藤を心から慕い、静香の事件後も家庭教師として戻ってきて欲しいと思っており、伊藤と偶然再会したときにはアメリカに渡って目の手術をする予定であることを伝える。手術中に麻酔薬のショックにより死亡したと暗喩されていたが、実際は一時的なショック症状こそ起こったものの一命を取り止め手術は成功して目が見えるようになり、家族と共に伊藤の自宅へ訪れた。
後に伊藤に会うために京都を訪れ瞬たちと卓を囲んだが、瞬をも最初は酷評した鳴海が、手放しで天才と褒めるほどの才能を見せた。
新満の為に開かれた赤坂「天狗」新満決戦の二日目では、山田がトラブルで参戦不可能となった際に、鳴海の推挙により闘いの場に参戦する事となった。
田浦 正之（たうら まさゆき）
静香と海輝の父。静香を襲った犯人の心当たりを隠す伊藤に激怒して伊藤と田浦家の絆の象徴だった麻雀牌を庭に投げ捨て伊藤に絶縁を宣言するが、後に海輝の心の支えとなっていたのが伊藤だったことを知り、海輝の手術成功後に伊藤の自宅に訪れて詫びた。
根本 智美（ねもと ともみ）
影村の恋人。影村と共に雀荘「智美」の経営を始める。後にクラブ「HALKA」のママ。津神による陰謀により影村が全てを失った後も影村について行き、松本が福島で経営する雀荘「RYO」の美人ママという設定で働くことになる。25巻にて影村より「留美」と呼ばれているがこちらは誤表記。
斉藤 信宏（さいとう のぶひろ）
GTVの敏腕プロデューサー。ゆかを見出して自らが手掛けるために仲邨組組長の屋敷を訪ねて直談判するほどだが、その情熱故に、瞬とゆかの関係を断つために瞬の自宅にチンピラを差し向けるというダーティな面もある。
安斎 勇（あんざい いさむ）「豪力海人」
漁師。魚群探知機を使わずに自分の勘のみで魚の群れを見つけていると言い、魚の群れを探し当てる事に関しては日本でも3本の指に入るという。登場当時は流木から仲間を庇って足に怪我をしていたために漁師を休業していたが、漁師の勘を活かしてか麻雀でも高い腕を誇る。人づてに聞いてやってきた瞬と戦い、瞬のことを気に入る。
足立 鉄平（あだち てっぺい）「激浪の予想師」
安斎の友人で、競輪の予想屋をしているが、自身は車券を買わない主義。麻雀の腕も相当なもの。
宇田川（うだがわ）
杏天堂病院の女医。瞬の脳の秘密を探る。瞬と木村を助けるため、入星と共に日本清竜会の本拠地に乗り込む。後に第二次赤坂決戦の後昏睡した菊多の担当医となる。
乗り込んだ際に瞬とは別に清竜会の組員に取り囲まれるほどの美人だが、それを軽くあしらう程度の度胸も持つ。
天童 忍（てんどう しのぶ）「放浪の探究者」
雀荘「ウェスト」の店長。東京から関西へ渡り、打ち歩く中で鳴海の元へ流れ着いた。沖本とともにウェストを買収しようとする影村・北岡を迎え撃つ。
『外伝』では雀ゴロ時代の姿が描かれている。ヤクザの賭場にも臆さず出入りするだけの腕と度胸を持つが、ある時惨敗しホームレスにまで身を落とし、さらに再起後の賭場で黒沢に惨敗し再びホームレスに戻っている過去を持つ。この関係で黒沢と面識があり、黒沢はこの事に対して若干の後ろめたさを遺している様子を見せていたが、天童は全く恨んでいないどころかハートの弱かった自身に厳しく接してくれた黒沢を尊敬している。
脇迫（わきさこ）
「ステップ」の常連。早くから瞬の才能を見抜く。「ステップ杯」では瞬と決勝戦で卓を囲む。のちに海輝の京都滞在中にウェストにて海輝と卓を囲む。
鳴海 晃
「ステップ」のメンバーでマスターの一人息子。10年前に関西麻雀選手権で優勝するが、副賞の福井旅行で訪れた東尋坊の崖から転落して死亡する。同行していた津神に殺人の嫌疑がかけられたが証拠不十分のまま拘留期限を迎え釈放された。このため「ステップ」の常連の間では津神が晃を殺害したと思われており、また、店内で晃に関する話はタブーとなっている。
なお関係者からは死亡したと思われており警察の捜査でもそう結論付けられているが、捜査そのものでは靴が片方見つかったのみで、本人の遺体は見つかっていない。新満の依頼による決戦の場では鳴海を煽るための卓外戦術として津神が「晃は生きているらしい」と口にしていたが、勝負後に「そういう噂が流れてきたのは事実だ」と明かしている。
遠山 邦子
三國健次郎・菊多賢治の実母。本編では三國の回想で語られるのみだが、『天牌列伝』にて詳細が描かれている。
健次郎を生んだ後、夫の暴力に耐えかねて健次郎ごと家庭を捨てて新しい家庭を持ち賢治を産むも、同じ目に遭い不遇な人生を過ごしてきた。晩年は大腸ガンが肺に移転する末期症状に侵され、死に際に自身の罪滅ぼしとして健次郎の所在を探し当てて手紙を送り、病床の間にて再会し賢治を対面させた。健次郎に捨てたことを懺悔・謝罪し、その上で「余裕があったら兄として賢治の後見人になってほしい」という最後の願いを託した後、志半ばで事切れた。
稲岡 ミカ（いなおか ミカ）
伊藤と同い年のいとこ。「う～う～」と言う口癖から、伊藤らからはう～ちゃん・う～子と呼ばれる。ウェスト争奪戦を観戦し、後にウェストのメンバーとなる。
上嶋
影村の雀荘「マーブル」のチェーン展開のために雇われている男。ステップ争奪戦のきっかけを作り、影村が津神を発見した際には津神の身の回りの世話をし、新宿覇権争奪戦では雇い主の影村の勝負を見届けた。津神に篭絡され、社長である影村を切らざるを得なくなる。
石嶺 周平（いしみね しゅうへい）「壮健なる療術師」
名古屋で整体院を営む打ち手。影村の開くチェーン雀荘「マーブル栄2号店」にて名古屋で旅打ちをしていた沖本と出会う。マーブル栄2号店一周年記念麻雀大会での沖本の戦いぶりを見て、黒沢の弟子が確実に成長していることを感じた。
『外伝』では本編より6年前に黒沢と出会っている場面が描かれており、黒沢と対局した際に姿勢の歪みから体調に異常をきたすことを予言し、その通りになった黒沢を助けた。「麻雀は背骨で打つ」という黒沢のスタンスはその時の彼の言葉からくるものである。
野島 虎彦（のじま とらひこ）「仁愛の虎徹」
栃木で苺農家を営む打ち手。相手の心を読む独特の感覚の持ち主。北岡との交流を経て、北岡が成長するきっかけを作る。北関東最大の組織・佐々倉組組長の兄。
新満の依頼で黒龍会が開催する一大決戦では名前が挙がり参戦を依頼されるも、適任がいるとして北岡を推薦し、自身は辞退する。

## 書誌情報
- 来賀友志（原作）・嶺岸信明（劇画） 『麻雀飛龍伝説 天牌』 日本文芸社〈ニチブン・コミックス〉、既刊116巻（2022年8月19日現在）
  1. 1999年発売、ISBN 4-537-09877-5
  2. 2000年3月9日発売[17]、ISBN 4-537-09903-8
  3. 2000年6月8日発売[18]、ISBN 4-537-09921-6
  4. 2000年9月9日発売[19]、ISBN 4-537-09941-0
  5. 2000年11月9日発売[20]、ISBN 4-537-09954-2
  6. 2001年1月11日発売[21]、ISBN 4-537-09967-4
  7. 2001年3月8日発売[22]、ISBN 4-537-09980-1
  8. 2001年5月10日発売[23]、ISBN 4-537-09995-X
  9. 2001年7月9日発売[24]、ISBN 4-537-10010-9
  10. 2001年9月8日発売[25]、ISBN 4-537-10025-7
  11. 2001年11月9日発売[26]、ISBN 4-537-10038-9
  12. 2002年1月19日発売[27]、ISBN 4-537-10056-7
  13. 2002年3月19日発売[28]、ISBN 4-537-10072-9
  14. 2002年5月16日発売[29]、ISBN 4-537-10088-5
  15. 2002年7月19日発売[30]、ISBN 4-537-10104-0
  16. 2002年9月19日発売[31]、ISBN 4-537-10122-9
  17. 2002年12月19日発売[32]、ISBN 4-537-10150-4
  18. 2003年2月7日発売[33]、ISBN 4-537-10166-0
  19. 2003年5月19日発売、ISBN 4-537-10197-0
  20. 2003年8月7日発売[34]、ISBN 4-537-10218-7
  21. 2003年10月9日発売[35]、ISBN 4-537-10234-9
  22. 2003年12月9日発売[36]、ISBN 4-537-10253-5
  23. 2004年3月9日発売[37]、ISBN 4-537-10280-2
  24. 2004年5月8日発売[38]、ISBN 4-537-10295-0
  25. 2004年7月8日発売[39]、ISBN 4-537-10313-2
  26. 2004年10月19日発売[40]、ISBN 4-537-10344-2
  27. 2004年12月16日発売[41]、ISBN 4-537-10365-5
  28. 2005年3月9日発売[42]、ISBN 4-537-10384-1
  29. 2005年5月11日発売[43]、ISBN 4-537-10401-5
  30. 2005年8月10日発売[44]、ISBN 4-537-10426-0
  31. 2005年11月9日発売[45]、ISBN 4-537-10451-1
  32. 2006年2月9日発売[46]、ISBN 4-537-10476-7
  33. 2006年4月7日発売[47]、ISBN 4-537-10492-9
  34. 2006年7月6日発売[48]、ISBN 4-537-10508-9
  35. 2006年10月6日発売[49]、ISBN 4-537-10587-9
  36. 2006年12月8日発売[50]、ISBN 4-537-10558-5
  37. 2007年3月9日発売[51]、ISBN 978-4-537-10614-5
  38. 2007年5月10日発売[52]、ISBN 978-4-537-10643-5
  39. 2007年7月9日発売[53]、ISBN 978-4-537-10685-5
  40. 2007年9月7日発売[54]、ISBN 978-4-537-10702-9
  41. 2007年11月9日発売[55]、ISBN 978-4-537-10741-8
  42. 2007年12月19日発売[56]、ISBN 978-4-537-10761-6
  43. 2008年3月19日発売[57]、ISBN 978-4-537-10804-0
  44. 2008年6月19日発売[58]、ISBN 978-4-537-10841-5
  45. 2008年8月20日発売[59]、ISBN 978-4-537-10862-0
  46. 2008年10月20日発売[60]、ISBN 978-4-537-10887-3
  47. 2009年1月19日発売[61]、ISBN 978-4-537-10922-1
  48. 2009年3月19日発売[62]、ISBN 978-4-537-10944-3
  49. 2009年6月10日発売[63]、ISBN 978-4-537-10966-5
  50. 2009年8月8日発売[64]、ISBN 978-4-537-10991-7
  51. 2009年10月8日発売[65]、ISBN 978-4-537-12503-0
  52. 2009年12月28日発売[66]、ISBN 978-4-537-12546-7
  53. 2010年2月18日発売[67]、ISBN 978-4-537-12564-1
  54. 2010年5月20日発売[68]、ISBN 978-4-537-12599-3
  55. 2010年7月20日発売[69]、ISBN 978-4-537-12620-4
  56. 2010年10月18日発売[70]、ISBN 978-4-537-12654-9
  57. 2010年12月18日発売[71]、ISBN 978-4-537-12689-1
  58. 2011年2月18日発売[72]、ISBN 978-4-537-12715-7
  59. 2011年5月9日発売[73]、ISBN 978-4-537-12742-3
  60. 2011年8月27日発売[74]、ISBN 978-4-537-12778-2
  61. 2011年11月28日発売[75]、ISBN 978-4-537-12813-0
  62. 2012年2月18日発売[76]、ISBN 978-4-537-12860-4
  63. 2012年5月9日発売[77]、ISBN 978-4-537-12883-3
  64. 2012年7月19日発売[78]、ISBN 978-4-537-12911-3
  65. 2012年9月18日発売[79]、ISBN 978-4-537-12934-2
  66. 2012年12月7日発売[80]、ISBN 978-4-537-12952-6
  67. 2013年1月28日発売[81]、ISBN 978-4-537-12994-6
  68. 2013年5月18日発売[82]、ISBN 978-4-537-13031-7
  69. 2013年8月9日発売[83]、ISBN 978-4-537-13063-8
  70. 2013年10月19日発売[84]、ISBN 978-4-537-13083-6
  71. 2014年1月18日発売[85]、ISBN 978-4-537-13124-6
  72. 2014年3月19日発売[86]、ISBN 978-4-537-13146-8
  73. 2014年5月19日発売[87]、ISBN 978-4-537-13165-9
  74. 2014年7月28日発売[88]、ISBN 978-4-537-13189-5
  75. 2014年9月29日発売[89]、ISBN 978-4-537-13201-4
  76. 2014年12月8日発売[90]、ISBN 978-4-537-13236-6
  77. 2015年3月19日発売[91]、ISBN 978-4-537-13268-7
  78. 2015年5月9日発売[92]、ISBN 978-4-537-13285-4
  79. 2015年7月9日発売[93]、ISBN 978-4-537-13309-7
  80. 2015年9月9日発売[94]、ISBN 978-4-537-13335-6
  81. 2015年11月9日発売[95]、ISBN 978-4-537-13360-8
  82. 2016年1月9日発売[96]、ISBN 978-4-537-13392-9
  83. 2016年3月9日発売[97]、ISBN 978-4-537-13415-5
  84. 2016年5月9日発売[98]、ISBN 978-4-537-13441-4
  85. 2016年7月29日発売[99]、ISBN 978-4-537-13463-6
  86. 2016年10月8日発売[100]、ISBN 978-4-537-13492-6
  87. 2017年2月18日発売[101]、ISBN 978-4-537-13549-7
  88. 2017年4月19日発売[102]、ISBN 978-4-537-13572-5
  89. 2017年6月19日発売[103]、ISBN 978-4-537-13594-7
  90. 2017年8月18日発売[104]、ISBN 978-4-537-13614-2
  91. 2017年10月19日発売[105]、ISBN 978-4-537-13638-8
  92. 2017年12月29日発売[106]、ISBN 978-4-537-13671-5
  93. 2018年3月29日発売[107]、ISBN 978-4-537-13718-7
  94. 2018年6月20日発売[108]、ISBN 978-4-537-13759-0
  95. 2018年8月18日発売[109]、ISBN 978-4-537-13797-2
  96. 2018年10月19日発売[110]、ISBN 978-4-537-13826-9
  97. 2018年12月28日発売[111]、ISBN 978-4-537-13862-7
  98. 2019年3月19日発売[112]、ISBN 978-4-537-13894-8
  99. 2019年6月8日発売[113]、ISBN 978-4-537-13933-4
  100. 2019年8月19日発売[114]、ISBN 978-4-537-13961-7
  101. 2019年10月18日発売[115]、ISBN 978-4-537-13992-1
  102. 2019年12月19日発売[116]、ISBN 978-4-537-14181-8
  103. 2020年3月18日発売[117]、ISBN 978-4-537-14215-0
  104. 2020年5月29日発売[118]、ISBN 978-4-537-14245-7
  105. 2020年7月18日発売[119]、ISBN 978-4-537-14263-1
  106. 2020年9月28日発売[120]、ISBN 978-4-537-14285-3
  107. 2020年11月30日発売[121]、ISBN 978-4-537-14308-9
  108. 2021年1月29日発売[122]、ISBN 978-4-537-14334-8
  109. 2021年4月28日発売[123]、ISBN 978-4-537-14367-6
  110. 2021年6月29日発売[124]、ISBN 978-4-537-14384-3
  111. 2021年8月27日発売[125]、ISBN 978-4-537-14401-7
  112. 2021年11月18日発売[126]、ISBN 978-4-537-14428-4
  113. 2022年1月27日発売[127]、ISBN 978-4-537-14455-0
  114. 2022年3月28日発売[128]、ISBN 978-4-537-14484-0
  115. 2022年6月20日発売[129]、ISBN 978-4-537-14516-8
  116. 2022年8月19日発売[130]、ISBN 978-4-537-14537-3
- 来賀友志・嶺岸信明 『麻雀至高伝説 天牌列伝』 日本文芸社〈ニチブン・コミックス〉、2008年4月20日初版発行、ISBN 978-4-537-10801-9

### ガイドブック
- 来賀友志・嶺岸信明（監修）、バビロン（責任編集） 『天牌流麻雀勝利の極意』 日本文芸社、2014年1月10日初版発行 ISBN 978-4-537-21173-3

## オリジナルビデオ（実写版）
作品一覧

### 麻雀飛龍伝説 天牌
- 麻雀飛龍伝説 天牌（2001年）
- 麻雀飛龍伝説 天牌2（2001年）
- 麻雀飛龍伝説 天牌3（2001年）
- 麻雀飛龍伝説 天牌4（2002年）

キャスト
- 沖本 瞬:山下徹大
- 黒沢 義明:冨家規政
- 伊藤 芳一:笠原紳司
- 谷口 隆:やべきょうすけ
- 影村 遼:本宮泰風
- 入星 祥吾:加納竜

スタッフ
- 監督：服部光則(1〜2)、井出良英(3〜4)
- 脚本：早瀬円、井出良英(3〜4)
- 撮影：今井裕二

### 麻雀飛龍伝説 天牌 -TENPAI-
- 麻雀飛龍伝説 天牌 -TENPAI- 四川弔激闘史（2010年）
- 麻雀飛龍伝説 天牌 -TENPAI- 黒沢最終決戦史（2010年）
- 麻雀飛龍伝説 天牌 -TENPAI- 元禄闘牌決戦史（2011年）
- 麻雀飛龍伝説 天牌 -TENPAI- 無間地獄脱出史（2011年）

キャスト
- 沖本 瞬:波岡一喜
- 黒沢 義明:西守正樹
- 伊藤 芳一:北代高士
- 谷口 隆:椿隆之
- 影村 遼:榎亮太朗
- 入星 祥吾:松田賢二
- 三國 健次郎:高野八誠
- 仲邨 ゆか:桝木亜子
- 菊多 賢治:貝瀬猛
- 新満 正吉:油井昌由樹
- 後藤 正也:印南俊佑
- 北岡 静一:柴田英嗣
- 津神 元:浜谷康幸
- 奥寺 一政:城明男

スタッフ
- 監督：井出良英
- 脚本：井出良英、小沼雄一

## ゲーム
- 麻雀飛龍伝説 天牌（PlayStation 2、2003年）

原作冒頭から四川決戦までのストーリーを進めていく。本編と外伝をクリアしていくことでフリー対戦で使用可能になる登場人物(名無しのキャラクター含む)が増えていき、最大63人が使用できるようになる。
キャスト
- 沖本 瞬:子安武人
- 黒沢 義明:滝本淳平
- 入星 祥吾:小笠原正志
- 谷口 隆:ひのもとはじめ
- 影村 遼:新藤将樹
- 伊藤 芳一:天田真人
- 河野 高志:伊藤良康
- 菊多 賢治:原沢勝広
- 新満 正吉:桜山蓮司
- 三國 健次郎:花田光
- 津神 元:和村康市
- 田浦 静香:宮下富三子

山根剛、久保田朋範、榊明、村田亜里、蔭山直昭、くまだはるあき、西田真一郎、花房まり

## コラボレート
2017年4月、オンライン麻雀ゲームの「Maru-Jan」とコラボレート。ゲーム主催の「第5回全国麻雀選手権」にて、優勝者が本作に「実名キャラクターとして登場できる権利」が贈られた。